# 亚历克斯·琼斯
亚历克斯·琼斯（英語：Alex Jones，全名亚历山大·埃默里克·琼斯；1974年2月11日—）是美国右翼电台主播、电影制片人、作家和阴谋论者。他目前在德克萨斯州奥斯汀主持自己的《亚历克斯·琼斯秀》（The Alex Jones Show）节目，通过创世纪通讯广播网、WWCR和互联网向美国播出，他还主办了名为《信息战》的新闻网站。琼斯称他的听众数量高达500万，每个月的YouTube点击量可达8000万。根据排名网站Quantcast的统计数据，在2017年5月，全球共有470万人浏览了他的网站。
亚历克斯·琼斯以阴谋论广为人知，他通过广播、网站、纪录片宣扬阴谋论。琼斯相信政府和大型企业正在密谋制造金融危机、大规模监控民众、导演恐怖袭击事件来煽动和利用民众恐慌等，其根本目的是实现世界新秩序。阴谋论的具体内容包括撒旦教徒控制了世界商政大权，其成员有希拉里·克林顿和Lady Gaga；饮水加氟是政府秘密实施优生学的手段，还秘密通过瓶装饮料中的化学物质使民众变成同性恋；比尔·盖茨在秘密赞助极权主义政权的建立，其更大的幕后黑手是IBM；美国政府的高频主动式极光研究计划是气象战或者精神控制的秘密武器，2013年穆尔龙卷风和飓风桑迪有可能就是政府制造的；俄克拉何马城爆炸案、九一一恐怖袭击事件、2013年波士顿马拉松爆炸案、华盛顿海军工厂枪击事件等恐怖袭击更是政府的假旗行动；阿波罗登月是美国宇航局伪造的，目的是掩盖秘密的政府科技等。
因为琼斯的阴谋论和激进的政治立场，他遭到了大量评论者和媒体的批评，称他制造錯誤資訊，煽动舆论，十分危险。《滚石杂志》认为琼斯是「美国最大的偏执狂」，《紐約雜誌》称琼斯是「美国阴谋论者之首」，《CNN》称琼斯是美国「阴谋论之王」，而南方贫困法律中心也认为琼斯是“当代美国最有影响力的阴谋理论家”当被问及对这些标签的看法时，琼斯表示他自己“很自豪因为反对老大哥，而被列入了思想犯的名单中”。在发生2011年图森枪击事件后，琼斯遭到了另一位右翼记者拉什·林博的抨击，因为据称其凶手贾里德·李·劳纳是阴谋论影片《脆弱的变化》的支持者，而琼斯就是这部电影的制片人之一；2012年，在琼斯宣称桑迪·胡克小学枪击案完全是一出民主党政府为推动枪支管制而自导自演的戏剧后，有受害者家属随后遭到了阴谋论者的骚扰和攻击，还有人前往现场与家属当面对质，事发现场的纪念标牌也被偷走，更是让琼斯受到了大量谴责，成为了争议的核心人物。
他自称是自由意志主义者和旧保守主义者，其他人则常以保守主义者、右翼、另类右派和亲俄政治宣传家
来称呼琼斯。琼斯在2016年美国总统选举期间支持唐纳德·特朗普，并多次抨击希拉里·克林顿，特朗普在竞选期间曾登上他的节目，对琼斯赞叹道：「你的名声太出色了，我不会让你失望的。」而在特朗普当选后，琼斯自称特朗普向他致电表示了感谢。记者麦凯·科平斯表示，他在特朗普的集会现场看到了多名《信息战》的支持者，认为琼斯成功说服了大量听众忠实支持特朗普。此外，媒体监督组织Media Matters for America指出特朗普总统本人的许多主张都可以追溯到《信息战》网站，他还在竞选期间多次在Twitter上转发来自《信息战》的新闻，说明琼斯是特朗普的信息来源之一。《洛杉矶时报》也认为特朗普总统和他的国安顾问迈克尔·弗林，都是「琼斯和他网站毫不隐瞒的粉丝」。2020年美国总统大选中，琼斯支持有关选举舞弊的虚假宣称，并于1月6日特朗普支持者冲击国会大厦前在华盛顿哥伦比亚特区拉法耶特广场进行过演讲。

## 早年
琼斯于1974年2月11日出生在德克萨斯州达拉斯，在罗克沃尔县的郊区长大，随后搬到了首府奥斯汀。他的父亲是一名牙医，母亲是家庭主妇。他自称有爱尔兰、德国、威尔士和少量印第安血统。他在奥斯汀的安德森高中读书期间，曾担任学校足球队的前锋，并于1993年毕业。他在这段青年时期接触到了记者兼阴谋论者加里·艾伦所著的《没人敢管这些叫阴谋》（None Dare Call It Conspiracy）一书，对他产生了很大的影响。他说这本书「易于阅读，是新世界秩序的入门好书」。高中毕业后，前往奥斯汀社区大学进修，但没有拿到学位。

## 职业生涯
琼斯在奥斯汀一家公共有线电视台（public-access cable television）找到了他的第一份工作，担任一档观众来电节目的直播主持人，开始了他的职业生涯。1996年，他转向了广播界，在KJFK（FM 98.9）广播电台就职，担任节目《最终版本》（The Final Edition）的主播。当时罗恩·保罗正在竞选国会议员，曾多次作为他的节目嘉宾做客。在他早期的节目中，琼斯多次谈到他相信美国政府为了打压州权运动，而制造了俄克拉何马城爆炸案。1998年，他发布了自己的第一部电影《美国：设计型的毁灭》（America: Destroyed By Design）。
1998年，琼斯发起了一场成功的行动，在原址附近重建了毁于1993年韦科惨案大火中的大卫教派教堂。他在电视节目中多次宣传了自己的这个项目，并声称大卫·考雷什和其追随者是和平的信徒，检察官珍妮特·雷诺和美国烟酒枪炮及爆炸物管理局才是真正的凶手。
1999年，《奥斯汀纪事报》举行读者投票，琼斯和香农·伯克（Shannon Burke）一同被评为“奥斯汀最佳电台主播”。同年，他随后因「拒绝放宽节目话题范围」而被KJFK广播电台开除，电台的经理表示，他的激进政治观点使节目难以获得广告收入。琼斯自己则认为这是一场阴谋，他的开除「纯粹是政治原因，是高层下的命令……11个星期前，他们就让我别谈比尔·克林顿，别谈任何政治家，别谈教堂的重建也别谈海军陆战队 —— 什么都别谈」。在此之后，他在奥斯汀的家中安装了一条ISDN宽带网络，开始通过互联网传播自己的节目。
2000年初，琼斯作为共和党党员参与了德克萨斯州的众议院选举，与其他六名候选人在德州第48选区，展开了议员职位的角逐。第48选区是奥斯汀的一个摇摆选区。他表示他竞选的目的是「成为一名政府内部的监督者（watchdog）」。
然而在短短数周之后就主动退出了选举。同年7月，琼斯遭到了奥斯汀社区访问中心（Austin Community Access Center）一个节目编排者团队的抗议，称他对社区的广播节目进行威胁恐吓，还利用司法程序和社区中心的章程作为武器，故意让他们的节目强行停播。
时至2001年，转播琼斯节目的电台数量达到了100个左右。不过九一一恐怖袭击事件发生后，琼斯在节目中开始谈论新的阴谋论，称布什政府当局才是袭击的幕后黑手。媒体监督组织Media Matters for America的记者威尔·班奇（Will Bunch）表示，许多电台因此取消了琼斯节目的转播。
2006年6月8日，琼斯在前往渥太华报道彼尔德堡俱乐部会议途中，在渥太华机场被加拿大当局没收了护照、摄影设备和大多数个人物品，随后则被允许合法进入加拿大。琼斯指责这种行为无异于警察国家，但也表示自己本应该更好的处理这次事件。
2007年9月8日，琼斯在纽约城第6大道和48号街游行示威期间，因违规使用喊话器被警方逮捕。此外，还有其他两名示威者闯入并打断了格拉尔多·里维拉闯（Geraldo Rivera）的电视现场直播，也被控扰乱秩序。其中一名追随琼斯的支持者在文章中，自认为他们是在打「一场信息游击战」。

## 节目和网站

《信息战》的网站标志

《新闻战》的网站标志

琼斯的主打节目是《亚历克斯·琼斯秀》（The Alex Jones Show），该节目由他本人亲自主持，通过创世纪通讯广播网、WWCR和互联网向美国播出，并被超过90个美国的AM和FM广播电台转播。此外，奥斯汀当地的KLBJ广播电台也会转播琼斯的星期天档节目。在2010年，琼斯节目的听众数量达200万左右。
记者威尔·班奇批评琼斯，认为他的节目是在散布「最极端的偏执狂观点」。班奇认为，琼斯节目的阴谋色彩浓厚，而且他注重互联网传媒，所以琼斯节目的年轻听众非常多，远超其他保守主义权威。《滚石杂志》编辑亚历山大·萨奇克（Alexander Zaitchik）表示，琼斯听众的数量如此之多，在2011年已经超过了格林·贝克和拉什·林博两位的听众总和，而这两位都是著名的保守主义主播。
除了广播节目外，琼斯还运营着「信息战」（infowars.com）和「监狱星球」（prisonplanet.com）两个网站。「信息战」是一个新闻网站，但常被认为是鼓吹政治阴谋论，散布假新闻的网站，没有可信度；「监狱星球」网站主要介绍阴谋论，其名字的含义是新世界秩序将会让地球成为「监狱」。
「信息战」网站的总编辑是保罗·约瑟夫·沃森，是一位在网上有知名度的阴谋论者。除了编辑新闻，他也偶尔会来到琼斯的节目，作为嘉宾进行广播主持。
《信息战》网站还有一个附属在线商店，于2006年首次上线，销售各类周边产品，主要是无法证明有效（Snake-Oil）的营养品。有评论者认为，琼斯利用人们对政府的恐惧，把阴谋论做成了一门生意，宣扬阴谋论来销售自己商店的产品获利。例如，琼斯一方面称饮水加氟是政府的阴谋，一方面销售净水剂，哪怕净水剂本身并不能去除化学污染；琼斯宣传「维生素B-12阴谋论」称人们普遍缺乏维生素，于此同时以高价销售维生素片，不顾人们在日常饮食中就能获得足够维生素B-12的科学证据，也完全不谈普通的维生素片就含有B-12；琼斯还称胶体银有很好的治疗效果，但因为制药公司的阴谋而被打压，同时就在商店销售相关药物，而完全不顾其危险的副作用；其他还包括在枪击案发生后推销的防弹衣、能「消除辐射」的水杯等五花八门的商品。《纽约杂志》估算，琼斯光是销售营养品的收入就可能达到1500万美元，每年的总利润可能达1000万美元。

## 政治观点

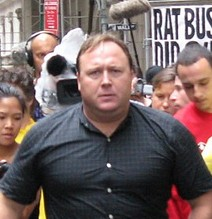
琼斯在曼哈顿参与「九一一真相」运动，摄于2007年9月11日

大多数评论都认为其琼斯是一位保守主义者、阴谋理论家和亲俄政治宣传家，他本人则将自己描述为自由意志主义者和旧保守主义者，支持国家主权、小政府、财政保守主义等政治主张，但同时拒绝人们用主流「保守主义」来称呼他，认为这个词的含义不确切。他说他更愿意做一位「真理的追寻者」和「热爱自由的人」。
在2016年共和党全国代表大会上，琼斯和罗杰·斯通曾策划通过支持茶党活动家卡特里娜·皮尔森和共和党政治家丹·帕特里克两位候选人，试图在2018年迫使泰德·克鲁兹离开议会。琼斯在2016年美国总统选举期间支持唐纳德·特朗普，并多次抨击希拉里·克林顿，自称特朗普在当选后向他致电表示感谢。
琼斯因鼓吹各种阴谋论，而受到了大量的批评。批评者谴责称他是右翼仇恨媒体，鼓吹危险的煽动性言论等。他的新闻网站通常被认为是一个散布假新闻的网站。
2011年，图森发生了枪击事件，琼斯遭到了「媒体的猛烈开火」，因为凶手贾里德·李·劳纳据称是阴谋论影片《脆弱的变化》的影迷，而琼斯正是该电影的制片人。

## 法律纠纷

### 披萨门阴谋论
2017年2月，乒乓彗星皮萨店的所有人詹姆斯·阿莱凡蒂斯委托律师向琼斯发出了法律信函，要求琼斯停止宣扬披薩門陰謀論，撤回其言论并发表公开道歉声明。按照德克萨斯州法律，若琼斯不在一个月内履行，就会面临诽谤罪的诉讼。3月，琼斯撤回了皮萨门阴谋论的所有主张，并公开表示道歉。

### Chobani酸奶公司
2017年4月，Chobani酸奶公司将琼斯告上了法庭，指控琼斯曾经发表诽谤言论，称公司在爱达荷州工厂雇用的难民不但传播肺结核，而且性侵儿童。5月，依照法院的判决，琼斯再次公开道歉，并删除了网站上的相关言论。

### 桑迪·胡克小学枪击案

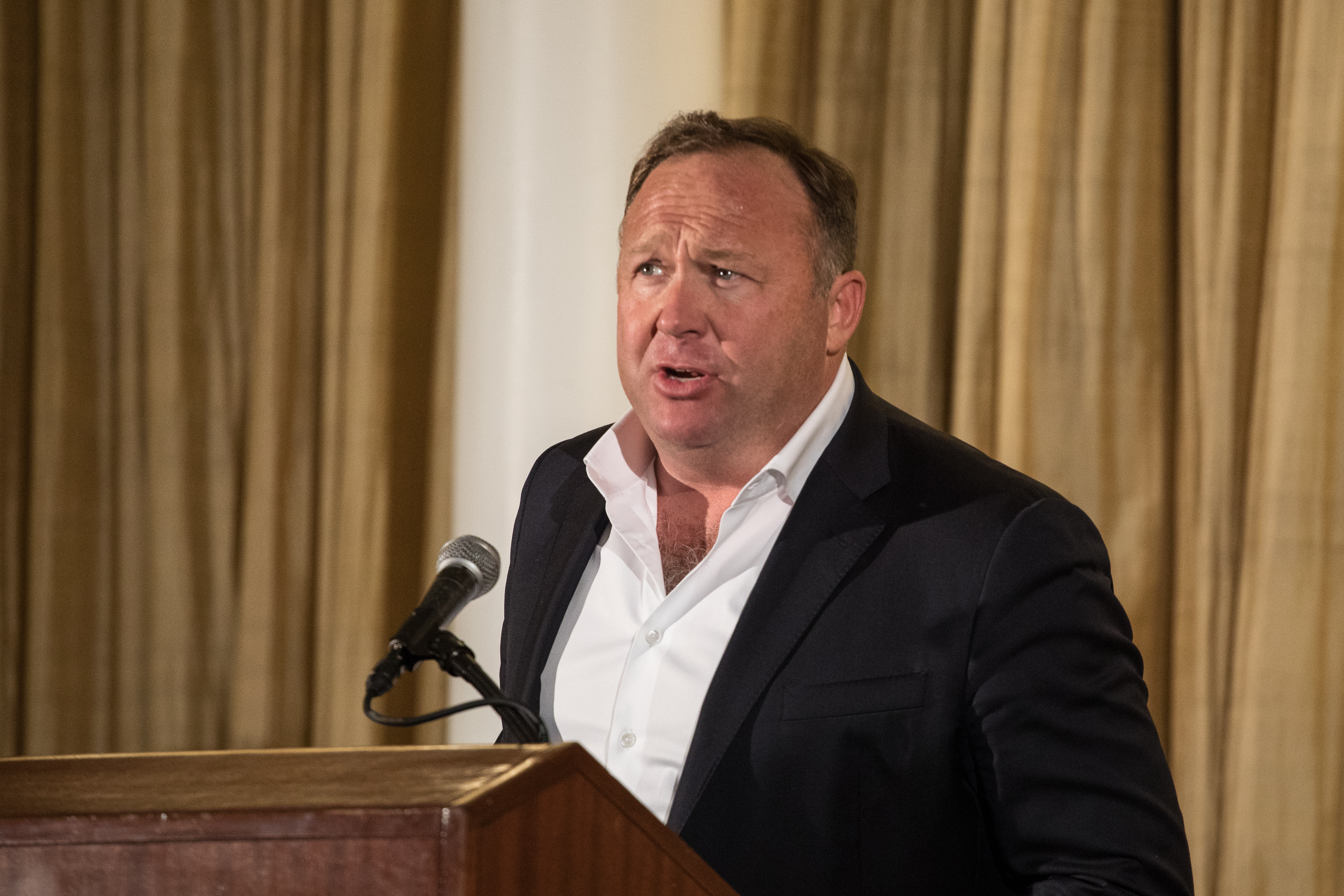
2018年在华盛顿特区演讲时的琼斯

2012年，琼斯宣称桑迪·胡克小学枪击案是枪支管制支持者自导自演的一出骗局。他宣称枪击案中“没有一人死亡”，整起事件是“预先编排好的”、“合成出来的”、“人为制造的”、“一个惊天大骗局”及“完全是演员演出来的”。
2018年4月16日，枪击案受害者杰西·刘易斯的父亲尼尔·赫斯林在德克萨斯州特拉维斯县对琼斯、《信息战》和言论自由有限责任公司提起诽谤诉讼。当天稍晚些时候，受害者诺亚·波兹内的双亲莱昂纳德·波兹内和维罗妮卡·德·拉·罗萨同样以诽谤对三者提起诉讼。波兹内由于被琼斯称为“危机演员”并收到大量骚扰信息和死亡威胁而不得不数次搬家。由于琼斯拒绝出示与程序相关的证人证词及其他材料，他在庭审开始前就已被认定藐视法庭，并因此在2019年10月、12月共被法庭罚款126000美元。
2018年6月26日，六名受害者家属和一名处理枪击案的联邦调查局特工在康涅狄格州最高法院提起诽谤诉讼，控告琼斯、《信息战》和言论自由有限责任公司和其他人散布虚假信息，导致枪击案幸存者被骚扰、被跟踪并被施以人身威胁。2019年3月25日，原告之一的杰里米·里奇曼自杀。琼斯通过他的律师向里奇曼的家人表示哀悼，然后在当天晚些时候的节目中暗示，里奇曼是被人谋杀的，他的死与特别顾问罗伯特·穆勒对俄罗斯选举干预的调查有关。
2018年7月24日，威廉·谢拉赫在康涅狄格州高级法院对琼斯、《信息战》及言论自由有限责任公司提起诽谤诉讼，他是桑迪·胡克小学的心理学家、受害者之一玛丽·谢拉赫的丈夫。

#### 法院判决
截至2019年2月，几位对琼斯发起诉讼的原告在一系列要求琼斯宣誓作证的法庭判决中获胜。琼斯后来与另外三名被告一同接受了宣誓作证。他还被命令交出与《信息战》有关的内部商业文件。在2019年3月最后一周的取证中，琼斯承认桑迪·胡克小学的枪击案为真实发生的事件，并说他几乎是有“一种精神病”，导致他认为“一切都是演员演出来的”。
2021年1月22日，德克薩斯州最高法院驳回了琼斯针对全部四起诉讼的撤诉请求，并表示两个下级法庭的判决有效。4月5日，美国最高法院拒绝审理琼斯针对几案的上诉。

#### 赔偿金
2021年9月27日，德克萨斯州的一名地区法官对琼斯作出了三项违约判决，要求他支付其中两项诉讼中受害人的所有损失。这些判决是在琼斯多次没有按照法院的命令交出文件和证据之后作出的，法官将此定性为“公然地、恶意地、无情地无视规则规定的发现责任”。11月15日，康涅狄格的一位最高法庭法官对琼斯做出了第四项违约判决，而琼斯在该项判决中所要支付的赔偿金将在后续审判中确定。为应对庭审即将带来的罚款，琼斯在2022年1月声称他只有620万美元的资产。
2022年3月29日，琼斯请求以每人12万美元的价格与所有原告达成庭外和解，但很快被拒绝。

#### 尝试转移财产
2022年4月6日，据美联社和《每日野獸》报道，一些桑迪·胡克小学枪击案的受害者在德克萨斯州奥斯汀市提起诉讼，控告琼斯在被起诉诽谤后转移了价值数百万美元的资产。该诉讼声称琼斯“密谋将他的资产转移到由他的父母、子女或他自己等内部人员控制的空壳公司”名下。受害者们提出诉讼指控琼斯自2018年开始从《信息战》公司提出了1800万美元，并指责琼斯在大约同一时间向诉讼声称的另一家也由琼斯拥有的公司提出了“可疑的”5400万美元债务。琼斯的律师诺姆·帕蒂斯则表示诉讼“荒谬”，并否认琼斯有任何隐瞒资产的企图。
2022年4月17日，琼斯拥有的三家公司（《信息战》公司、监狱星球TV和《信息战》附属的健康公司）根据美国破产法第十一章向美国德克萨斯州南区破产法院提请破产保护，暂停了进一步的民事索赔。法庭备案估计《信息战》相关的资产在50000美元以下，但据称其负债（包括诽谤诉讼中琼斯的赔偿金）在100万到1000万间。
2022年7月29日，《信息战》的母公司言论自由有限责任公司递交了破产申请。

#### 陪审团判决
2022年7月25日，第一次陪审团审判（赫斯林诉琼斯案）开庭，该次审判是用于确定琼斯诽谤赔偿金额的三次陪审团审判中的第一次，原告方律师表示要求琼斯赔偿1亿5000万美元。该次审判的原告是枪击案受害者杰西·刘易斯的双亲尼尔·赫斯林和斯卡莉特·刘易斯。赫斯林于8月2日作证说，阴谋论者在琼斯言论的刺激下曾多次骚扰他和他的亲人，并曾多次用枪射击他的房子和车子。他说琼斯在他作证时不出席庭审是“懦弱的行为”。赫斯林在庭上作证时，琼斯正在节目上称赫斯林是个“迟钝的”人，并且“被一些非常坏的人所操纵。”琼斯后来到场，首先听取了斯卡莉特的证词，斯卡莉特在证词中对琼斯说：“亚历克斯，听好了，我们这个国家从未如现在这般极化。而其中一部分原因就在于你”；她又问琼斯：“你认为我是个演员吗？”琼斯回应称：“不，我不认为你是个演员。”作为唯一为自己作证辩护的人，琼斯在庭上承认桑迪·胡克枪击案“100%是真实的”，并表示同意自己的律师的观点，即对枪击事件及其受害者进行虚假宣传绝对是“不负责任”的行为。
琼斯还在庭上作证说他完全遵守了法院的命令，并且已经破产。8月3日，法庭质证显示，琼斯没有完全遵守法院的命令将短信和电子邮件作为证据提交。特拉维斯县地方法院法官玛雅·格拉·甘布尔告诫琼斯不要在宣誓后撒谎，因为他没有遵守法庭命令是他在诽谤诉讼中败诉的原因，而且破产程序还没有得到最终裁定。甘布尔对他说：“你是在宣誓。这意味着当你说这些话时，事情必须是真的。”在法官离场后，琼斯又说刘易斯和赫斯林“被人操纵了”。在陪审团审议赔偿金额时，琼斯又在他的广播节目中声称，诉讼程序是由试图使他闭嘴的全球主义者支持的“一个令人难以置信的场面”。8月4日，法官命令琼斯赔偿赫斯林和刘易斯410万美元。8月5日，琼斯又被命令支付4520万的惩罚性赔偿。
2022年10月12日，陪审团命令琼斯向遇難者家屬以及一名联邦调查局探员支付近10亿美元赔偿金。
宣判后，琼斯希望进行复审该案。2022年12月22日，法庭拒绝了他复审的请求。

### 玛乔丽·斯通曼·道格拉斯高中枪击案
琼斯散播了有关2018年佛罗里达校园枪击案的阴谋论。他认为枪击案幸存者大卫·霍格是危机演员。
2018年4月2日，由于《信息战》网站登载的数份枪击案相关文章错误地认定马塞尔·方丹是枪手，并张贴了他的照片，方丹在德克萨斯州法院起诉了琼斯、《信息战》及其员工基特·丹尼尔斯，以及《信息战》的母公司言论自由有限责任公司。方丹也是第一位因为琼斯传播枪击案阴谋论而决定起诉他的人，他的律师表示：“马塞尔·方丹是尼尔·赫斯林决定起诉琼斯的唯一原因。”（在方丹决定起诉琼斯后，这名律师称桑迪·胡克案的受害者家人联系到了他，并向他了解了诉讼的情况）。2022年5月14日，方丹在马萨诸塞州伍斯特市的一场房屋火灾中去世，因此该起诉讼的前景尚不明确。

## 私人生活
琼斯曾与妻子凯利·琼斯（Kelly Jones）共同生活，有三个孩子，但后来于2015年离婚。2017年，凯利把琼斯告上了法庭，要求获得孩子的监护权，称琼斯「性格不稳定」，还进行威胁国会议员（亚当·希夫）等不当行为，处事方式令人担忧，并以他的节目作为例证。他的律师则辩护说，琼斯的广播节目纯属「行为艺术」，他只是在「扮演」角色而已，引起舆论一片哗然。随后在法庭上，琼斯否认了本人律师的说法，坚称自己的节目是「货真价实」的。最后，法院宣判凯利胜诉，有权决定孩子的抚养事宜。
琼斯的儿子雷克斯·琼斯同样在《信息战》网站工作。
琼斯2017年与埃丽卡·伍尔夫·琼斯结婚，两人后来育有一个孩子。

## 作品

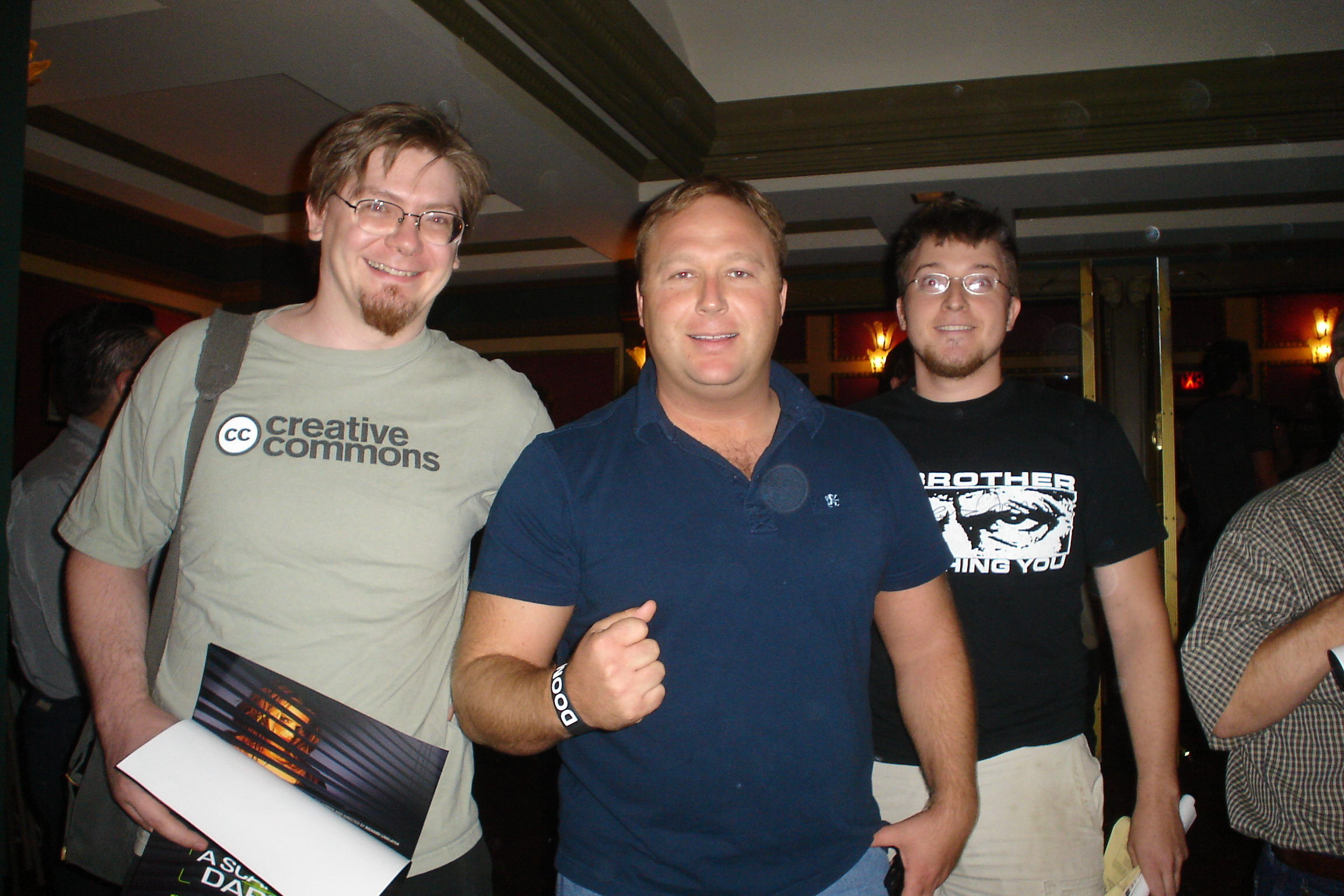
琼斯在科幻电影《盲区行者》中客串了配角，图为琼斯与影迷在放映式的合影

琼斯拍摄或参与制作了下列电影纪录片。
| 年份 | 影片 | 说明                                                   |
| ---- | --- | ------------------------------------------------------ |
| 1998 | America: Destroyed by Design 《美国：设计型的毁灭》                                                                     |                                                        |
| 1999 | Police State 2000 《警察国家2000》                                                                                      |                                                        |
| 1999 | Are You Practicing Communism? 《你在实践共产主义吗？》                                                                  | Produced by Mike Hanson 麦克·汉森指导                  |
| 2000 | America Wake Up or Waco 《美国要醒来，否则韦科惨案会再次发生》                                                          |                                                        |
| 2000 | The Best of Alex Jones 《亚历克斯·琼斯精选锦集》                                                                        |                                                        |
| 2000 | Dark Secrets Inside Bohemian Grove 《波西米亚格罗夫的黑暗秘密》                                                         |                                                        |
| 2000 | Police State II: The Takeover 《警察国家2：篡权》                                                                       |                                                        |
| 2001 | Comprehensive Annual Financial Reports: Exposed 《年度金融报告详解：全面曝光》                                          |                                                        |
| 2001 | 911 The Road to Tyranny: Special Emergency Release 《九一一通往暴政之路：特别紧急发布版》                               |                                                        |
| 2002 | 911 The Road to Tyranny 《九一一通往暴政之路》                                                                          |                                                        |
| 2002 | The Masters of Terror: Exposed 《恐怖大师：完全曝光》                                                                   |                                                        |
| 2003 | Matrix of Evil 《邪恶矩阵》                                                                                             |                                                        |
| 2003 | Police State 3: Total Enslavement 《警察国家3：全面奴役》                                                               |                                                        |
| 2004 | American Dictators: Documenting the Staged Election of 2004 《美国独裁者：2004年选举操纵记录》                          |                                                        |
| 2005 | Martial Law 9-11: Rise of the Police State 《九一一戒严令：警察国家的崛起》                                             |                                                        |
| 2005 | The Order of Death 《死亡的命令》                                                                                       |                                                        |
| 2006 | TerrorStorm: A History of Government-Sponsored Terrorism 《恐怖风暴：政府支持的恐怖主义历史》                           |                                                        |
| 2007 | Endgame: Blueprint for Global Enslavement 《残局：全球奴役的蓝图》                                                      |                                                        |
| 2007 | Endgame 1.5 《残局1.5》                                                                                                 |                                                        |
| 2007 | TerrorStorm: A History of Government-Sponsored Terrorism – Second Edition 《恐怖风暴：政府支持的恐怖主义历史 - 第二版》 |                                                        |
| 2007 | Loose Change: Final Cut by Dylan Avery 《脆弱的变化：最终剪辑版》                                                       | Executive producer 迪伦·艾弗里出品，琼斯担任执行制片人 |
| 2008 | The 9/11 Chronicles: Part 1, Truth Rising 《九一一记录：第一部分，真相的兴起》                                          |                                                        |
| 2008 | Fabled Enemies by Jason Bermas 《捏造的敌人》                                                                           | Producer 制片人                                        |
| 2009 | DVD Arsenal: The Alex Jones Show Vols. 1–3 《DVD军火库：亚历克斯·琼斯秀，1-3卷》                                        |                                                        |
| 2009 | The Obama Deception: The Mask Comes Off 《奥巴马的欺骗：揭露虚伪的面具》                                                |                                                        |
| 2009 | Fall of the Republic: Vol. 1, The Presidency of Barack H. Obama 《共和国的没落：第一卷，贝拉克·H·奥巴马的总统生涯》     |                                                        |
| 2009 | Reflections and Warnings: An Interview with Aaron Russo 《思考与警告：采访亚伦·鲁索》                                   |                                                        |
| 2010 | Police State IV: The Rise Of FEMA 《警察国家4：联邦紧急事务管理署的崛起》                                               |                                                        |
| 2010 | Invisible Empire: A New World Order Defined by Jason Bermas 《隐形帝国：新世界秩序的阐述》                              | Producer 制片人                                        |
| 2012 | New World Order: Blueprint of Madmen 《新世界秩序：疯子的蓝图》                                                         |                                                        |
| 2012 | Strategic Relocation 《战略转移》                                                                                       | Producer and director 导演兼制片人                     |

### 著作
| 年份 | 书籍                                              | 出版商            |
| ---- | ------------------------------------------------- | ----------------- |
| 2002 | 9-11: Descent Into Tyranny 《九一一：沦落为暴政》 | Progressive Press |
| 2008 | The Answer to 1984 Is 1776 《1984的回应是1776》   | 虚假信息公司      |

### 参演电影
琼斯曾客串多部电影，饰演配角。
| 年份 | 电影                           | 角色                                                 |
| ---- | ------------------------------ | ---------------------------------------------------- |
| 2001 | Waking Life 《半梦半醒的人生》 | Man in Car with P.A. (cameo) 汽车内男子（配角）      |
| 2006 | A Scanner Darkly 《盲区行者》  | Street Prophet (cameo) 街头先知（配角）              |
| 2016 | Amerigeddon 《美国的末日》     | United States Senator (cameo) 美国国会参议员（配角） |